# Kathrin Pichlmeier
Kathrin Pichlmeier (* 13. Mai 1996 in Hannover) ist eine ehemalige deutsche Handballspielerin.

## Karriere
Kathrin Pichlmeier spielte anfangs beim TuS Bothfeld. Zur Saison 2011/12 schloss sich die Rückraumspielerin der HSG Hannover-Badenstedt an. Mit der B-Jugend der HSG Hannover-Badenstedt gewann sie 2012 die deutsche Meisterschaft. Weiterhin errang sie 2013 die Bronzemedaille sowie ein Jahr später die Silbermedaille bei der deutschen A-Jugendmeisterschaft. Pichlmeier lief in der Saison 2014/15 für Badenstedt in der 3. Liga und in der  A-Juniorinnen Bundesliga auf. Weiterhin besaß sie ein Zweitspielrecht für den Bundesligisten SVG Celle. Anschließend wechselte Pichlmeier zum Bundesligisten HSG Blomberg-Lippe. Mit Blomberg nahm sie in der Saison 2017/18 am EHF-Pokal teil. Im Sommer 2019 wechselte sie zum Ligakonkurrenten VfL Oldenburg. Ab der Saison 2023/24 stand sie beim Thüringer HC unter Vertrag. Mit dem Thüringer HC gewann sie im Jahr 2025 die EHF European League. Im Sommer 2025 beendete sie ihre Karriere.
Pichlmeier lief für die deutsche Jugend- sowie Juniorinnennationalmannschaft auf. Mit diesen Auswahlmannschaften nahm sie an der U-18-Weltmeisterschaft 2014, an der U-19-Europameisterschaft 2015 und an der U-20-Weltmeisterschaft 2016 teil. Bei der U-18-WM gewann sie mit Deutschland die Silbermedaille.